# شاهنامه لندن
الشاهنامة اللندنية هي مخطوطة الشاهنامة لأبي القاسم الفردوسي. تاريخ كتابتها الدقيق غير مؤكد ومثير للجدل، ولكن تُنسب إلى عام 675 هـ (1276 م) على أغلب الاحتمالات. لعبت الشاهنامة اللندنية دورًا أساسيًا في نص الشاهنامه الحديث.
عدد أوراق نسخة الشاهنامه المحفوظة في لندن، دون احتساب الأوراق التمهيدية، يبلغ 297 ورقة. وتُعدّ هذه النسخة أقدم نسخة معروفة من الشاهنامه بعد مخطوطة فلورنسا، ولكنها تتميّز عنها بأنها نسخة كاملة، في حين أن مخطوطة فلورنسا تحتوي فقط على نصف الشاهنامه. لا يحتوي هذا الكتاب على أي تذهيب أو زخرفة، وقد كُتِب النص داخل إطار بسيط مكوَّن من خطَّين متوازيَين. ويبلغ عدد أبيات هذه النسخة، دون احتساب الأبيات المكتوبة في الهوامش أو بين السطور، 49418 بيتاً. ويجدر بالذكر أن في المكتبة البريطانية توجد أيضًا نسخة مخطوطة أخرى من الشاهنامه تُنسَب إلى سنة 841 هـ، ولا ينبغي الخلط بينها وبين النسخة المذكورة هنا.

## الخصائص المادية للمخطوطة
قياس الأوراق التي كُتبت عليها هذه النسخة هو ٣٥ × ٢٧ سنتيمتراً. وبحسب ما ذكره محمّد عيسى ويلي، المشرف على المخطوطات الفارسية في مكتبة بريطانيا، فإن طول الأوراق كان في السابق أكبر بكثير من حجمها الحالي. أمّا المساحة المخصّصة للنصّ المكتوب على الأوراق، فتتراوح بين ٢٩ و٢٩٫٥ سنتيمتراً طولاً، و٢١ سنتيمتراً عرضاً. ومع ذلك، يختلف طول النصوص بين الصفحات، ويبلغ في المتوسط نحو ٢٨ سنتيمتراً.
كُتب نصّ الكتاب في ستة أعمدة، والمسافة بين هذه الأعمدة متساوية. ورق نسخة الشاهنامه في لندن ذو لون أصفر مائل إلى الأبيض، وذو سمك متوسط وجودة جيدة. وهناك احتمال أن يكون هذا الورق قد عُومِل بالأهار (مادة مثبتة للورق). وعلى هامش الجزء العلوي من المخطوطة وفي بعض مواضع النص، توجد بقع رطوبة، إلا أن هذه البقع لم تؤدِ إلى تعتيم أو عدم وضوح النص.

## استعادة النسخة
لقد خضعت العديد من أوراق هذه المخطوطة لعمليات ترميم. فبغرض الترميم، أُلصِقت أشرطة ورقية كبيرة على هوامش بعض الأوراق، مثل الورقتين ٢٩٥ و٢٩٦، مما أدى إلى إخفاء الترقيم الأصلي للمخطوطة. كما يتضح أن الأوراق من ٥ إلى ٧، وكذلك الورقة ٢٩٧، والتي كُتبت بخطّ نستعليق متوسّط، قد أُضيفت إلى المخطوطة في زمن متأخر جداً عن تاريخ كتابتها الأصلي. ويُرجّح أن المخطوطة قد رُمّمت في الماضي، ربما في القرن التاسع عشر، بخياطة على الطراز الأوروبي، ولهذا السبب بات من المتعذّر إعادة تصوّر حالتها الأصلية وخصائصها الأولى بدقة. وقد خضعت نسخة الشاهنامه في لندن لعمليات تجليد متكرّرة، إذ إن قياسها الحالي أصغر من قياسها الأصلي والقديم، كما أن كثيراً من العلامات والإشارات (الرُكَب) والأبيات التي كانت مكتوبة على هوامش الصفحات—مثل أوراق ١٣ر، ١٥پ، ٤٩ر، ٦٠ر، ٧٨ر، وغيرها—قد قُطِعت نتيجةً لإعادة التجليد.

## نسخ الأوراق
فهرس ملوك إيران في الصفحة ٢ من مقدمة المخطوطة، والتي تشمل من الصفحة ٢ب حتى ٤ر، كُتب بخطّ مختلف. ومن المحتمل أن هذه الصفحات كانت تحتوي على معلومات تتعلق بصاحب النسخة الأصلية، أو تفاصيل تخصّ ملكيتها أثناء تداولها، إلا أنها حُذفت حاليًّا من المخطوطة.
الأوراق من ٥ إلى ٧، التي تحتوي على بداية الشاهنامه حتى البيت ٣٨ من ملوك جمشيد، والأوراق من ٥٠ إلى ٥٣، التي تشمل من البيت ١٢٨٩ من قصة رستم وسهراب حتى البيت ٦٨٠ من قصة سياوخش، وكذلك الورقة ٢٩٧ (أي من البيت ٨٧٩ من ملوك يزدگرد الثالث حتى نهاية الشاهنامه)، كلها أوراق جديدة أُضيفت بوضوح بعد إتمام كتابة النسخة الأصلية. جداول هذه الأوراق ليست دقيقة كما في الأوراق القديمة، بل تم رسمها بشكل عشوائي. ونص هذه الأوراق مكتوب بخط نستعليق واضح لكن ضعيف الجودة. وقد رجّح جلال خالقي مطلق أن خط هذه الصفحات التي كُتبت بخطٍ حديث يختلف عن الخط الذي كُتبت به المقدمة. وأهم ورقة من الأوراق المنسوخة حديثاً في نسخة الشاهنامه بلندن هي الورقة ٢٩٧ر التي تحمل تاريخ ٦٧٥ هـ فقط.

## أصل المخطوط
على ظهر الورقة التمهيدية السابقة للمخطوطة، توجد ملاحظة يُرجح أنها كُتبت بواسطة قسيس يُدعى «هـ. اشتيرنشوس»، جاء فيها أن «... هذه المخطوطة جلبها أحد الفرس من يزد …» وأضاف أيضاً أن «... هذه الشاهنامه خالية من الصور …».
لا توجد ثقة تامة في تاريخ نسخ شاهنامه نسخة لندن، لكن يُحتمل أن يعود إلى سنة ٦٧٥ هـ (1276 م). والمشكلة أن تاريخ ٦٧٥ هـ مكتوب فقط على الصفحة ٢٩٧ر، وهي إحدى صفحات النسخة المنسوخة بخط حديث، ومن الواضح أنها أُضيفت لاحقاً.
على الصفحة الأولى من الورقة التمهيدية للبداية، أو داخل الدفّة أو الغلاف الأيمن للمخطوطة، توجد عبارة تفيد بأن هذه النسخة قُدمت إلى مكتبة بريطانيا بتاريخ 5 يوليو 1853 (14 تیر 1232 هجري شمسي) بعد شرائها من دار سوثبي للمزادات، وكانت ضمن مجموعة «اشتیـرنشوس» للمخطوطات.
في هوامش المخطوطة أو بين الأعمدة، تُرجم بعض كلمات النص إلى التركية (مثلاً في صفحات 12ر، 44ر، 109پ، وغيرها)، مما يدل على أن هذه النسخة كانت في حوزة شخص تركيّ اللغة لفترة، ويبدو أنه كان قارئاً مثقفاً وعالماً، إذ نقل معاني كلمتي «خوالیگر» و«خوانسالار» (مثلاً في هامش الصفحة 8پ) من قاموس معيار جمالي.

## موقع التخزين
محفوظة في المكتبة البريطانية برقم 21.103.

## الإصابات
كُتبت بعض الجمل والتذكارات على نسخة لندن، مما ألحق أضرارًا بهذه النسخة. ففي الورقة ٢٩٧ وِجه الصفحة، كُتبت تذكارتان. كتب أحد الأشخاص بخطه في أسفل الصفحة عبارة: «يا أصدقاء، هذا هو شرح شتاتي»، وهي إشارة إلى القصيدة المعروفة شرح پريشاني (شرح الحزن والشتات) للشاعر وحشي البافقي. وقد كُتب هذا البيت نفسه في بداية النسخة أيضًا. كما كتب شخص آخر، بخط سيئ، هذا البيت: «أحمل قلبًا قد مزّقه جور الزمان مئة قطعة»، ودوّن كذلك شيئًا في أسفل الصفحة:
والذي يُترجم للآتي:
وفي الصفحة نفسها، أي الورقة ٢٩٧ وِجه الصفحة، توجد أيضًا ملاحظة باللغة الإنجليزية مؤرخة في ١٢ يناير ١٩٣١ (٢٢ دي ١٣٠٢ هجري شمسي)، والتي يُرجّح، وفقًا لمحمد عيسى ويلي، أمين المخطوطات الفارسية في المكتبة البريطانية، أن كاتبها كان أحد من قيّموا المخطوطات لصالح المكتبة في ذلك اليوم. وفي منتصف الصفحة نفسها، يظهر ختمٌ ثقافي، كما أن حبر العناوين على الوجه الآخر قد تسرّب إلى ظهر الورقة.

## الجدل حول تاريخ الكتابة
كون ٢٢ ورقة من نسخة الشاهنامه المحفوظة في لندن، ومن بينها الورقة الأخيرة، منسوخة بخط حديث نسبياً، أثار كثيراً من الجدل حول التاريخ الدقيق لكتابة هذه النسخة. وهناك رأيان في هذا الشأن: الرأي الأول يرى أن هذه الصفحات قد نُسخت عن نسخة أقدم تعود إلى سنة ٦٧٥ هـ، وذلك لتعويض أوراق النسخة الأصلية التي تآكلت بمرور الزمن. أما الرأي الآخر، فيذهب إلى أن نسخة لندن برمّتها قد نُسخت في تاريخٍ متأخّر عن نسخة أخرى تعود إلى سنة ٦٧٥ هـ.
ثيودور نيلديكه أشار إلى وجود عدد من النسخ القديمة النادرة من الشاهنامه، واعتبر نسخة المتحف البريطاني واحدة منها. ومع ذلك، فقد أبدى تردّده في نسب هذه النسخة إلى سنة ٦٧٥ هـ، ولم يُبدِ ثقة كبيرة بنسخة لندن بشكل عام. وكذلك فعل السيد حسن تقي زاده، إذ أبدى شكوكاً حول تاريخ نسخ هذه المخطوطة، فرغم أنه وصفها بأنها «أقدم نسخة» من الشاهنامه، إلا أنه كتب قائلًا:
«... وقد كُتبت – على ما يبدو – في سنة 675 هـ، إلا أن ذلك غير مؤكَّد، إذ من المحتمل أن يكون التاريخ المنسوب إليها هو في الأصل تاريخ النسخة التي نُسخت عنها، وقد نُقل إلى هذه النسخة لاحقًا.)»

## طباعة الصور
في عام 2005، صدرت في طهران نسخة طبق الأصل من الشاهنامة اللندنية في طبعة محدودة، بالمواصفات التالية، من خلال جهود إيراج أفشار ومحمود أوميدسالار.
- شاهنامة الفردوسي: طبعة فوتوغرافية من المخطوطة الموجودة في المكتبة البريطانية، إضافة 21، 103، والمعروفة باسم شاهنامة لندن ، ترجمة إيرج أفشار ومحمود أميد سالار، طهران 2005، 297 ورقة من النص الأصلي + 32 صفحة من المقدمة الفارسية + 14 صفحة من المقدمة الإنجليزية.[3]